# Vincze von Borbás
Pour les articles homonymes, voir von Borbás.
Vincze von Borbás de Détár (détári Borbás Vince en hongrois) est un botaniste hongrois, né le 29 juillet 1844 à Ipolylitke, Hongrie et mort le 7 juillet 1905 à Kolozsvár.
Il est l’auteur de plusieurs centaines d’espèces, mais la plupart n’ont pas été retenues comme valides. Il fut le directeur du jardin botanique de Kolozsvár.